# Alyxia menglungensis
Alyxia menglungensis е вид растение от семейство Олеандрови (Apocynaceae). Видът е застрашен от изчезване.

## Разпространение
Разпространен е в Китай.